# 红五月农场
红五月农场是位于中华人民共和国黑龙江省黑河市嫩江市的一个國營農場，隶属于黑龙江省农垦九三管理局。
红五月农场始建于1956年5月，地处小兴安岭西南麓的南阳河畔，总面积313平方公里。农场下辖5个农业单位和14个场直企事业单位，总人口1.01万人，其中职工3287人。

## 行政区划
红五月农场下辖以下单位：
红五月场直社区、红五月农场第一管理区、红五月农场第二管理区、红五月农场第三管理区、红五月农场第四管理区和红五月农场第五管理区。